# Vasile Ababi
Vasile Ababi (n. 1 ianuarie 1916, Limbenii Noi, raionul Glodeni, Basarabia, Imperiul Rus – d. 2011, România) a fost un inginer chimist, cercetător și profesor universitar, cunoscut în special pentru contribuția sa la crearea școlii ieșene de inginerie chimică.

## Educație
Vasile Ababi a absolvit școala primară din Limbenii Noi, continuându-și studiile în cadrul Liceului „Ion Creangă‟ din Bălți.  
Între 1936-1942 a urmat Facultatea de Chimie industrială din cadrul Institutului Politehnic „Gheorghe Asachi‟ din Iași. 
În 1956 a obținut titlul de Doctor cu teza intitulată „Cercetarea obținerii de cărbuni activi din reziduuri industriale și din coji de nucă. Comportarea acestora în fenomenul de sorbție‟ (profesor coordonator: Mihai Dima). 
A obținut titlul de Doctor docent în 1970.

## Activitate profesională

### Activitate didactică
După susținerea doctoratului, Vasile Ababi a fost angajat în cadrul Facultății de Chimie industrială din cadrul Institutului Politehnic „Gheorghe Asachi‟ din Iași. În 1951 a devenit profesor de Tehnologie chimică în cadrul Facultății de Chimie, Universitatea „Alexandru Ioan Cuza‟ din Iași, când a și primit dreptul de conducere de doctorat (a coordonat șapte astfel de lucrări).
După unirea forțată a celor doua facultăți de chimie ieșene și până la retragerea din activitate (1980), a activat ca profesor în cadrul aceluiași Institutul Politehnic „Gheorghe Asachi‟. Personalitate de primă mărime a învățământului chimic românesc, a contribuit la formarea a zeci de generații de specialiști.

### Activitatea de cercetare
În paralel cu activitatea didactică, Vasile Ababi a ocupat funcția de cercetător științific în cadrul Institutului de Chimie „Petru Poni‟ din Iași (1951-1968).
A publicat circa 130 de lucrări științifice în reviste de specialitate naționale și internaționale. De asemenea, a obținut diverse brevete de invenție. A coordonat numeroase contracte de cercetare, multe dintre aceste având drept rezultat implementarea în producția industrială.
Demne de menționat sunt următoarele domenii de cercetare abordate:
- studiul solidelor poroase
- studiul echilibrelor sistemelor binare și ternare în lichide polare
- valorificarea industrială a unor materii prime naturale sau a unor subproduse industriale
- cercetări geodinamice și biodinamice
- reacții în plasmă
- sinteza și caracterizarea unor zeoliți

### Activitate managerială
Vasile Ababi a fost Decan al Facultății de Chimie din cadrul Universității „Alexandru Ioan Cuza‟ din Iași (1963-1972) și al Facultății de Chimie Industrială, Institutului Politehnic „Gheorghe Asachi‟ din Iași (1976-1980). De asemenea, a fost prorector al Universității „Alexandru Ioan Cuza‟ din Iași (1972-1974).
Iată cum îl descrie unul dintre discipolii săi: „Înzestrat cu o mare putere de muncă, a fost un spirit pătrunzător, rațional, inovator și corect. […] Colaboratorilor săi le-a modelat pregătirea cu pricepere și i-a făcut să înțeleagă că numai prin muncă și încredere în forțele proprii pot atinge bucuria drumului străbătut‟.

## Distincții
- Ordinul Muncii clasa a III-a (1964)
- Ordinul Meritul Științific clasa a III-a (1966)
- Ordinul Muncii clasa a II-a (26 iunie 1969) „în semn de prețuire a personalului didactic pentru activitatea meritorie în domeniul instruirii și educării elevilor și studenților și a contribuției aduse la dezvoltarea învățămîntului și culturii din patria noastră”[7]
- Ordinul Steaua Republicii Socialiste România clasa a III-a (1973)
- Medalia Comemorativă, Universitatea „Alexandru Ioan Cuza‟ din Iași (1980)

## Publicații relevante (selecție)
- Ababi, V., Substanțe rășinoase, uleiuri eterice și gume, în: Manualul inginerului chimist, vol. VI, ed. Tehnică, București, 1958, pp. 920-965[8]
- Nicolaescu, I.V., Ababi, V., Kulcsar, G. Tehnologie chimică generală, vol. I, ed. Tehnică, București, 1960[9]
- Equilibrium of the ternary system: lactic acid-water-organic solvent [Rom]. Analele Știint. Univ. A.I.Cuza Iași 6 (1960) S. 929-942[10]
- Liquid-vapor equilibrium of the diisopropyl ether - monochlorbenzene system [Rom]. Rev. Chim. (Bucharest) 29 (1978) 632–634[11]
- The alkylation of toluene with methanol on synthetic zeolites II. Thermodynamic study. [Rom]. Bull. Inst. Pol. Iași XXIV (1978) 57-62[12]
- Utilization of inclusion compounds in the chemistry of macromolecules [Rom]. Materiale plastice. Elastomeri - fibre sintetice 13 (1982) 89-93[13]
- Production of aluminium-free mordenite [Rom.]. Rev. Chim. (Bucharest) 34 (1983) 314-320[14]
- Transformations of some hydrocarbonson zeolite catalysts [Rom]. Rev. Roum. Chim. 35 (1990) 253-262[15]